# Météorite d'Ensisheim
Pour les articles homonymes, voir Ensisheim (homonymie).
La météorite d'Ensisheim, ou simplement Ensisheim, est une météorite tombée en 1492 à proximité du village d'Ensisheim (alors en Autriche antérieure ; aujourd'hui en France, dans le Haut-Rhin). C'est la plus ancienne chute de météorite répertoriée en Europe. Appelée « pierre du tonnerre d'Ensisheim » lors de sa découverte, cette météorite fait partie des chondrites à olivine et hypersthène, du groupe LL6 dans la classification des météorites.

## Histoire
Le matin du 7 novembre 1492, une météorite de pierre de 127 kg entre à grande vitesse dans l'atmosphère terrestre. La météorite laisse derrière elle une vive trainée lumineuse, avant de s'écraser dans un champ de blé, à proximité de la ville d'Ensisheim, sur le chemin de Battenheim. Ce site, aux coordonnées 47° 51′ 10″ N, 7° 22′ 34″ E, se trouve à l'époque sur le territoire de l'archiduc d'Autriche.
Un jeune garçon, seul témoin de cette chute, conduit les gens jusqu'au point de chute marqué par un cratère de deux mètres de diamètre. Ils prélèvent des fragments de cette météorite, dont la masse est estimée à 135 kg, en guise d'amulette porte-bonheur. Le bailli fait cesser ce pillage et, à la suite de la visite du roi allemand Maximilien Ier qui voit dans la pierre un signe divin de bon augure, fait suspendre la météorite par une chaîne dans le chœur de l'église paroissiale. Elle y reste jusqu'en 1793, date à laquelle les autorités la mettent à la vue du public dans la Bibliothèque nationale de Colmar. De nombreux prélèvements sont réalisés : cadeaux pour des visiteurs d'importance, spécimen à analyser pour Ernst Chladni. En 1803, la ville d'Ensisheim la récupère et la replace dans son église. Le 6 novembre 1854, l'église voit son clocher s'effondrer. La météorite est alors remisée à l'école, puis à l'hôtel de la Régence devenu par la suite l'hôtel de ville. À la Libération de la France, des conseillers scientifiques accompagnant l'armée américaine tentent de l’acheter, mais le maire de Colmar refuse. 

## Fragments
Elle a été divisée en plusieurs morceaux qui se trouvent aujourd'hui pour la plupart d'entre eux dans des musées. Un morceau de 55,75 kg (taille : 32 cm de haut pour 28 cm de large) resta à la commune, il est exposé depuis 1992 au musée de la Régence, musée municipal d'Ensisheim créé pour le cinq centième anniversaire de la chute de la météorite : on peut notamment voir des plaques noires correspondant à sa croûte de fusion.

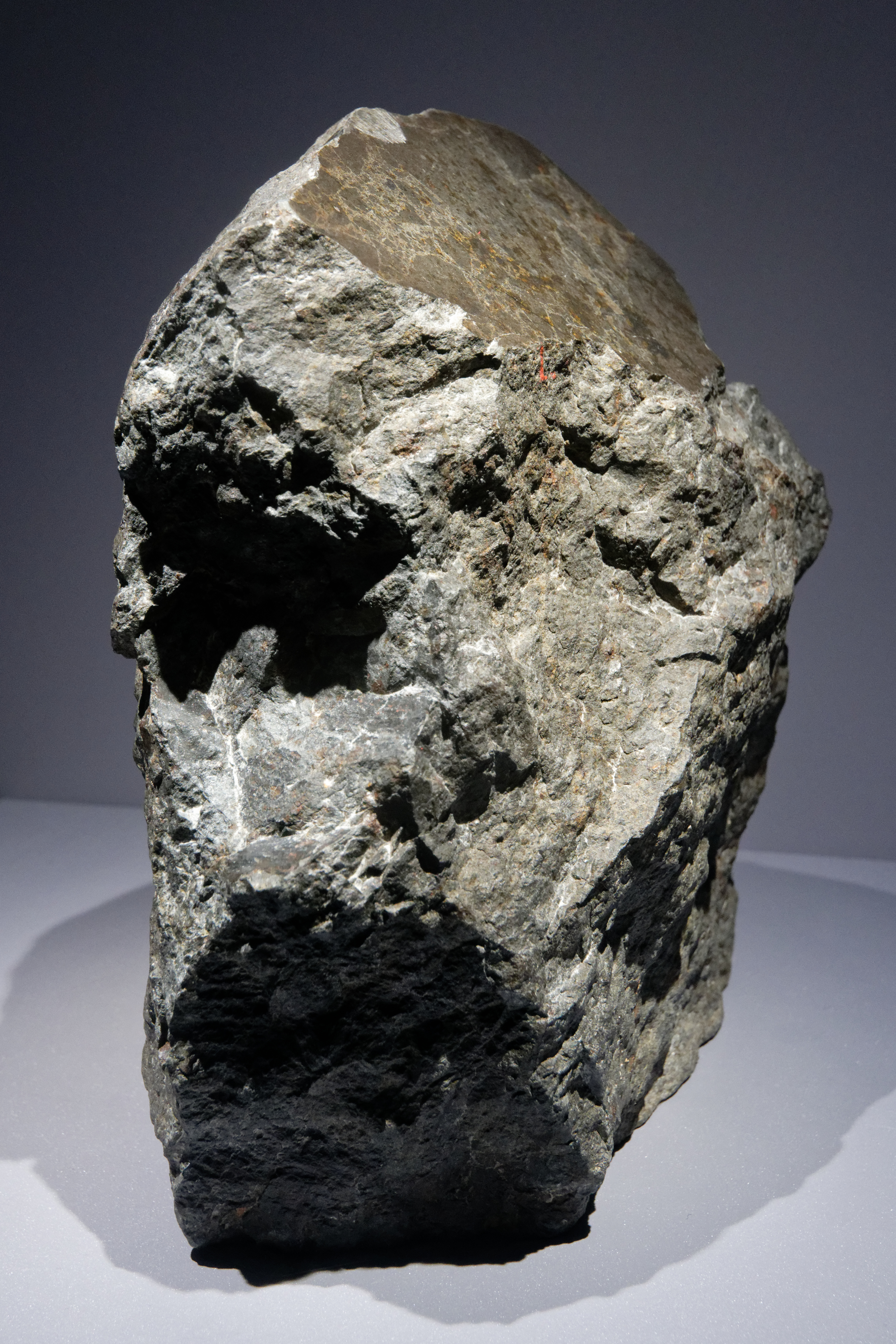
Fragment de 8,3 kg à la Galerie de Minéralogie et de Géologie du Muséum national d'histoire naturelle à Paris.
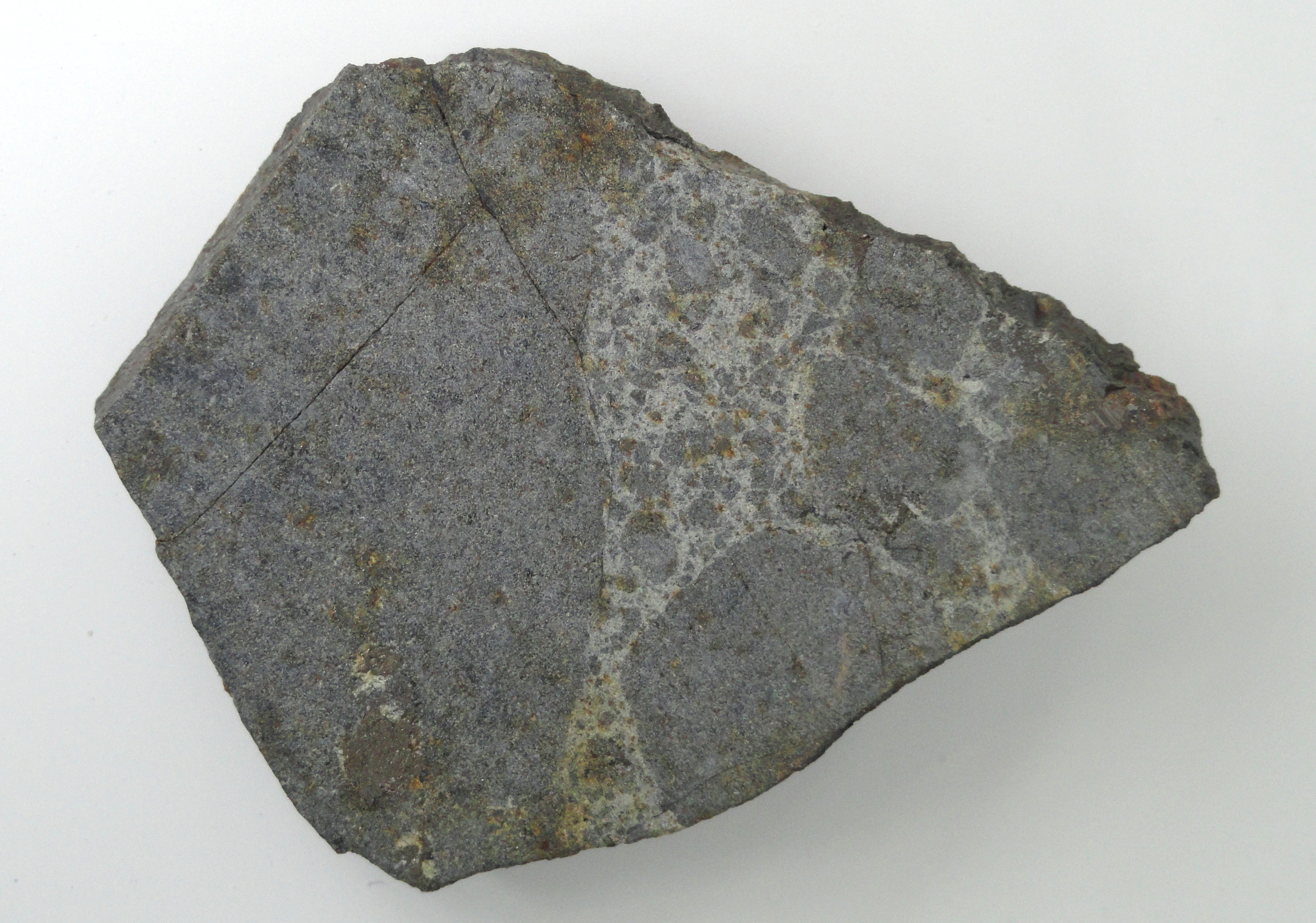
Fragment au Museum Natur und Mensch de Fribourg-en-Brisgau en Allemagne.

## Postérité
L'événement qui a rapidement gagné en notoriété a été relaté par de nombreux auteurs, c'est la première chute observée d'une météorite depuis l'invention de l'imprimerie. Le peintre Albrecht Dürer a reporté ses observations sur un dessin en couleurs au verso du tableau Saint Jérôme pénitent.
Sébastien Brant a fait un compte rendu sur cette « pierre de tonnerre » (Donnerstein) dans un tract (poèmes en l'honneur du roi allemand Maximilien Ier),. L'événement est aussi décrit en 1493 dans le folio 257 de La Chronique de Nuremberg de Hartmann Schedel,.

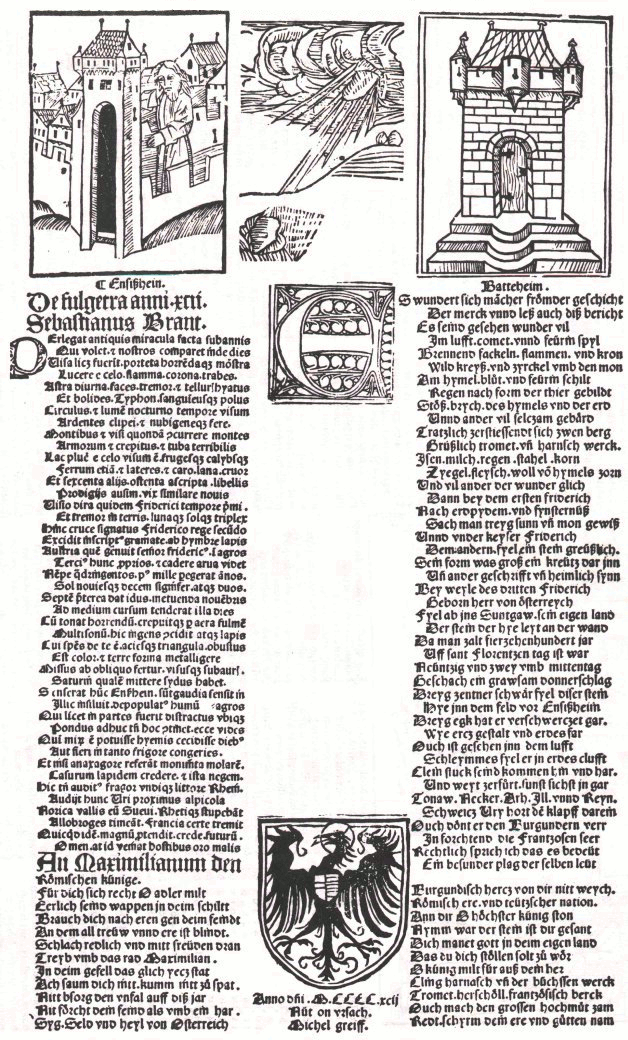
Der Donnerstein von Ensisheim, tract de Sébastien Brant (1492).
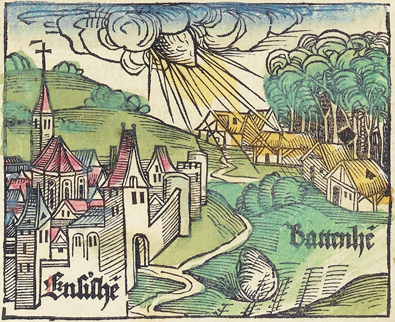
La Chronique de Nuremberg de Hartmann Schedel (1493).
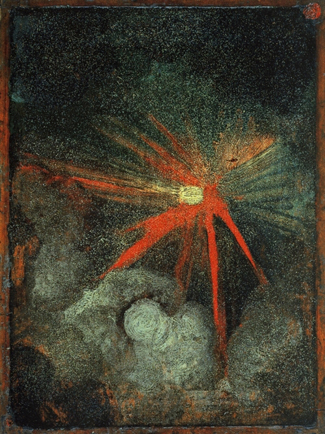
Dessin au verso de Saint Jérôme pénitent d'Albrecht Dürer.

Chaque année depuis 2000,, une bourse-exposition internationale consacrée aux météorites est organisée à Ensisheim l'avant-dernier week-end de juin.